# Snus

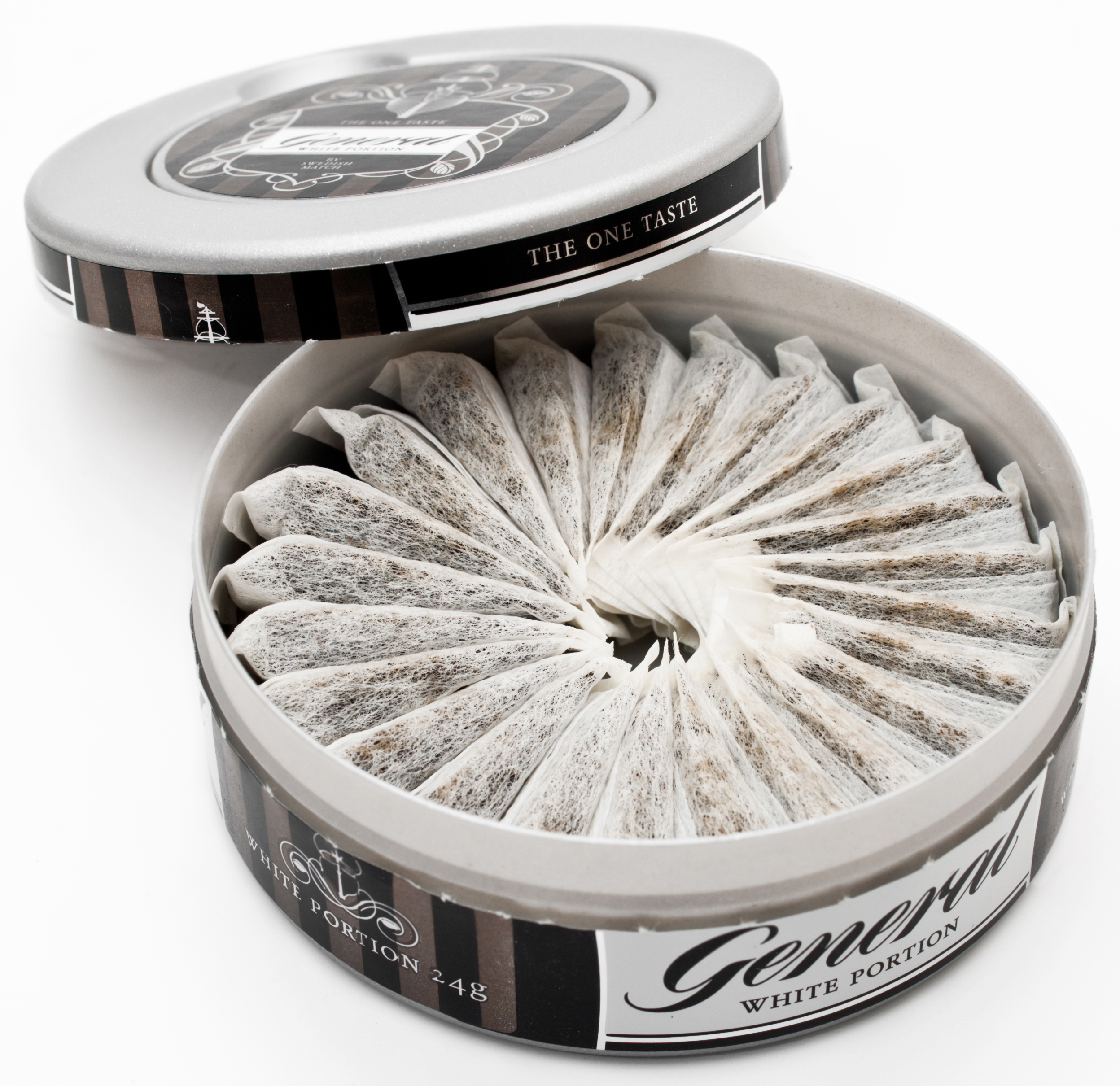
Snus marki General, w porcjach

Snus – popularna w Szwecji, Finlandii i w Norwegii używka, sporządzana na bazie tytoniu. Postacią przypomina sprzedawaną w Polsce tabakę, jednak w odróżnieniu od niej zażywana jest doustnie przez umieszczenie jej za dolną lub górną wargą. Stąd następuje wchłanianie substancji psychoaktywnych, głównie nikotyny (która w dużych dawkach uznana została przez WHO za substancję narkotyczną) oraz substancji uzależniających, jak ulepszacze smaku i zapachu (najczęściej mentol). Snus zawiera większe ilości nikotyny niż papierosy i może służyć jako bezdymna alternatywa, jednak jest bardziej uzależniający od innych wyrobów tytoniowych, łatwo prowadzi do przedawkowania i również zawiera substancje rakotwórcze.

## Epidemiologia
Snus jest powiązany ze zwiększonym ryzykiem zachorowania na raka w obrębie jamy ustnej, części ustnej gardła, przełyku, żołądka, trzustki, jelita grubego, odbytnicy, odbytu i płuc. Formy raka powiązane z używaniem snusa to chłoniaki, białaczka, szpiczak mnogi, czerniak, oraz inne nowotwory. Zwiększa także ryzyko chorób układu krążenia i udaru mózgu.

## Status prawny

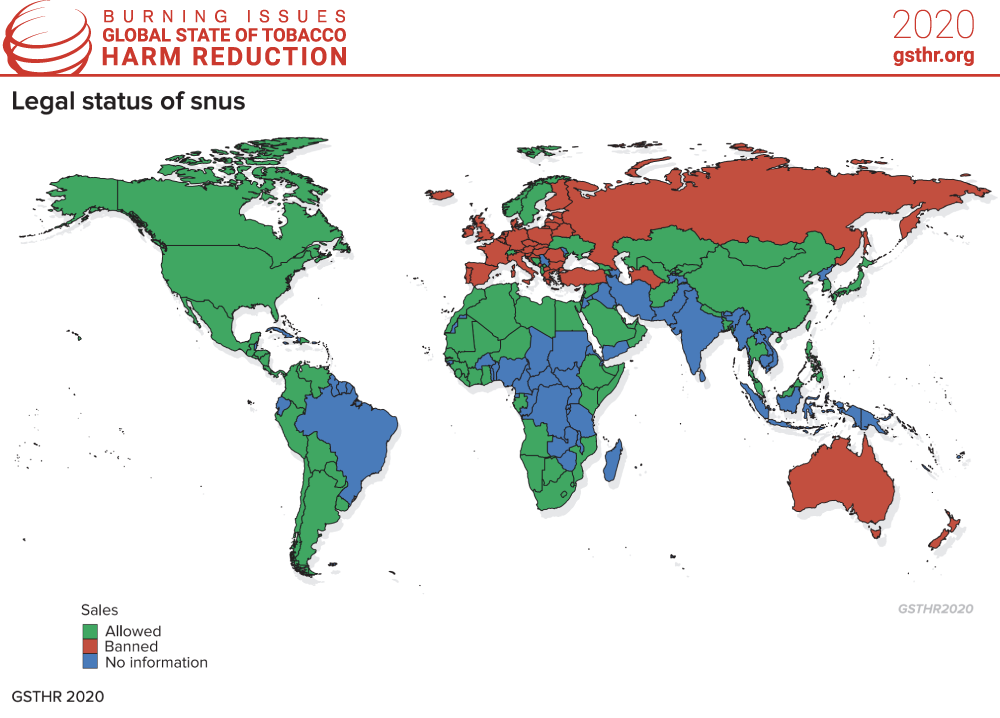
Status prawny snusu

W krajach UE (z wyjątkiem Szwecji), zabroniona jest produkcja i wprowadzanie do obrotu tytoniu do stosowania doustnego, a takim właśnie jest oryginalny snus. W Polsce taki zakaz wynika z art. 7 Ustawy o ochronie zdrowia przed następstwami używania tytoniu i wyrobów tytoniowych (Dz.U. z 2024 r. poz. 1162). Kupno oraz sprzedaż snusu są zakazane w Wielkiej Brytanii.
Stacje epidemiologiczne opublikowały ostrzeżenie dotyczące snusu i woreczków tytoniowych, których popularność rośnie, zwłaszcza wśród młodzieży.

## Produkcja
Snus sporządza się z mieszaniny wysuszonych liści tytoniu i soli, która nawilżana jest gorącą parą wodną. Gotowy produkt zawiera około 50% wody i powinien być przechowywany w lodówce. Na rynku są w sprzedaży dwie podstawowe formy snusu:
- original snus, lub inaczej lössnus („luźny snus”) – wilgotny proszek, który po uformowaniu palcami lub specjalnym urządzeniem o nazwie prismaster, umieszcza się za górną wargą;
- portionssnus („snus porcjowany”) – sprzedawany w woreczkach celulozowych, podobnych do torebek używanych do parzenia herbaty, jednak znacznie od nich mniejszych. Portionssnus występuje ponadto w dwóch odmianach:
  - White – w woreczkach suchych;
  - Original, również Black – w woreczkach wilgotnych[17].

Biały snus to nazwa używana do określania snusu bez tytoniu, lecz zawierającego nikotynę.